# 461 Ocean Boulevard
| 전문가 평가                   | 전문가 평가 |
| 평가 점수                     | 평가 점수   |
| 출처                          | 점수        |
| ----------------------------- | ----------- |
| AllMusic                      | [ 1 ]       |
| Chicago Tribune               | [ 2 ]       |
| Christgau's Record Guide      | A           |
| Creem                         | A–          |
| Encyclopedia of Popular Music | [ 5 ]       |
| MusicHound Rock               | 3.5/5       |
| The Rolling Stone Album Guide | [ 7 ]       |
| Uncut                         | [ 8 ]       |
| Tom Hull                      | C           |

《461 Ocean Boulevard》는 영국의 음악가 에릭 클랩튼의 두 번째 솔로 스튜디오 음반으로, 3년간 헤로인 중독에서 회복한 뒤 음반으로 복귀했다. 이 음반은 레코드 회사가 같은 해 7월 초에 히트 싱글 〈I Shot the Sheriff〉를 발매한 직후인 1974년 7월 말에 RSO 레코드를 위해 발매되었다. 이 음반은 다양한 국제 차트에서 1위를 차지했고 2백만 장 이상이 팔렸다.
음반 제목은 클랩튼이 음반을 녹음하는 동안 살았던 플로리다주 골든 비치의 오션 대로에 있는 주소를 말한다. 그 집은 팬들이 몰려들어 발매 후 거리 주소가 바뀌었다. 그 집은 그 이후로 오랫동안 다시 지어졌고 거리 주소는 복원되었다.
이 음반의 리마스터된 2개의 디스크 디럭스 판이 2004년에 발매되었다. 이 음반에는 해머스미스 아폴로에서 녹음된 라이브 콘서트와 추가 스튜디오 잼이 포함되어 있었다.

## 배경 및 녹음

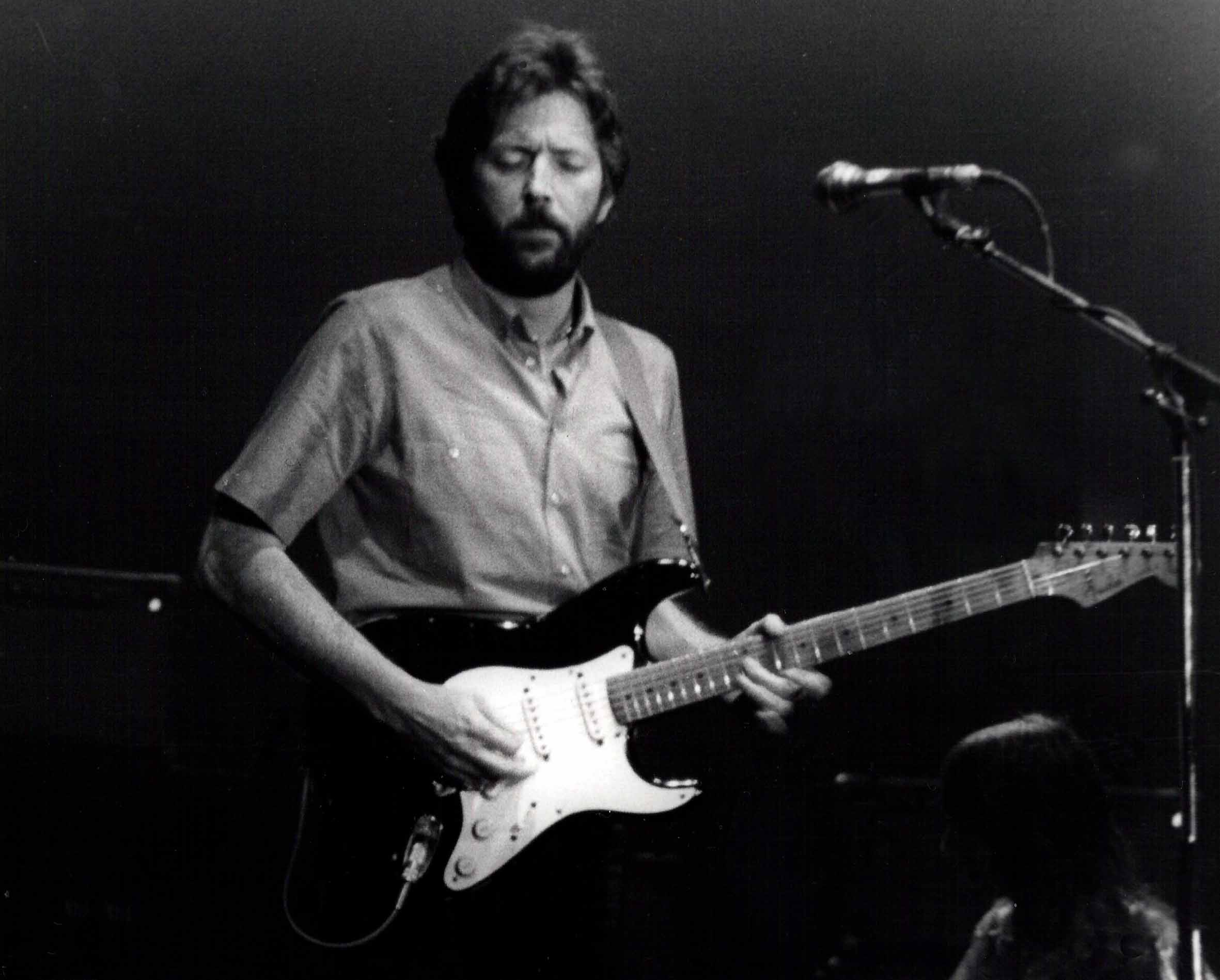
1974년 말 새 스튜디오 음반을 홍보하던 중 스페인 바르셀로나에서 무대에 오른 클랩튼

그의 헤로인 중독을 극복한 후에, 클랩튼은 그가 TV를 시청하는 것 외에 아무것도 하지 않았고 건강에서 벗어났다고 말하면서 그의 인생의 3년을 낭비했다는 것을 깨달았다. 클랩튼이 농장에서 일하는데 도움을 청했을 때, 그는 많은 새로운 음악과 그가 가지고 온 오래된 블루스 레코드를 듣기 시작했고 심지어 간단한 아이디어로 전곡을 쓰면서 다시 연주하기 시작했다. 클랩튼은 이런 노래 아이디어를 염두에 두고 데릭 앤 더 도미노스의 베이시스트였던 칼 레이들의 데모 테이프를 건네받아 레이들이 키보디스트 딕 심스와 드러머 제이미 올데이커와 함께 연주한 곡을 담았다. 클랩튼은 녹음된 것을 "단순히 훌륭하다"고 말하며 좋아했다.
클랩튼은 레이들로부터 다음 음반을 위한 새로운 소재를 쓸 시간이 주어졌다. 클랩튼이 곧 발매될 스튜디오의 선로 작업을 시작할 때, 그는 그의 곡들을 가능한 한 불완전하게 남겨두기를 원했고, 그래서 클랩튼과 함께 스튜디오에서 녹음할 음악가들이 그들만의 곡을 만들 기회를 얻게 되었다. 클랩튼이 록 오페라 《토미》에 출연한 후, 당시 그의 매니저였던 로버트 스티그우드는 그에게 새로운 프로젝트에 대해 연락했다. 스티그우드는 클랩튼이 레이들, 심스, 올데이커, 음반 프로듀서 톰 다우드와 함께 플로리다주 마이애미의 크라이테리아 스튜디오에서 녹음할 수 있도록 주선했다. 새 음반을 녹음할 때가 되었을 때, 클랩튼은 그의 새 음반에 대한 개념이 음악가들 사이에 화학이 있을 때에만 통할 것이라는 점에 주목하면서 상업적 성공과 예술적 성공을 둘 다 걱정했다. 클랩튼도 게스트 보컬리스트 이본 엘리먼과 기타리스트 조지 테리를 자신의 그룹 상근 멤버로 영입했다.
스티그우드는 또 클랩튼이 마이애미 인근 골든 비치 타운의 오션 대로 461번지에 있는 임대주택에 살도록 돈을 지불했다. 이 음반은 1974년 4월부터 5월까지 녹음되었다. 녹음 세션에서, 클랩튼은 그의 블랙키 펜더 스트라토캐스터 일렉트릭 기타를 사용했다. 슬라이드 기타 작업을 위해 클랩튼은 여러 개의 깁슨 ES-335 기타를 사용했다. 그는 또한 고풍스러운 마틴 어쿠스틱 기타도 연주했다.

## 마케팅 및 판매
《461 Ocean Boulevard》는 1974년 7월, 아메리카, 유럽, 아시아, 오스트레일리아, 뉴질랜드의 바이닐과 소형 음악 카세트로 발매되었다. RSO 레코드는 이 음반을 발매하기로 결정했는데, 이 음반은 많은 음반을 차트와 판매할 수 있고, 아르헨티나, 호주, 오스트리아, 브라질, 캐나다, 덴마크, 프랑스, 독일, 그리스, 인도, 아일랜드, 이탈리아, 일본, 멕시코, 네덜란드, 뉴질랜드, 노르웨이, 포르투갈, 러시아, 스페인, 스웨덴, 대만, 영국, 미국, 우루과이, 유고슬라비아, 베네수엘라에서 발매되었다. 따라서 이 음반은 소련에서 합법적으로 판매되는 몇 안 되는 팝 음악 음반 중 하나였다. 이 음반은 1988년, 1996년, 2004년 유럽 재결합, CD 포맷, 디지털 음악 다운로드 등을 통해 여러 차례 재발매되었다.
《461 Ocean Boulevard》는 클랩튼의 가장 성공적인 상업용 발매물 중 하나로, 8개국에서 톱10에 진입했으며, 캐나다와 미국 등 3개 지역에서 최고 1위를 차지하고 있다. 이 음반은 3위를 정점으로 영국에서 톱 5에 올랐다. 네덜란드와 노르웨이에서는 1974년 발매된 스튜디오가 전국 음반 차트에서 4위에 올랐다. 독일과 뉴질랜드에서는 음반이 각각 11장과 38장에 달했다. 1974년 연말 차트에서는 캐나다 《RPM》 차트에서 스튜디오 음반이 5위에 올랐고 네덜란드에서는 음반이 22위에 올랐다. 미국에서는 50만 장 이상의 선적 수치에 대해 골드 디스크로 인증을 받았다.

## 곡 목록
| #  | 제목                         | 작사·작곡                                 | 재생 시간 |
| -- | ---------------------------- | ----------------------------------------- | --------- |
| 1. | 〈Motherless Children〉      | 민요 (에릭 클랩튼, 칼 레이들에 의해 편곡) | 4:55      |
| 2. | 〈Give Me Strength〉         | 클랩튼                                    | 2:51      |
| 3. | 〈Willie and the Hand Jive〉 | 조니 오티스                               | 3:31      |
| 4. | 〈Get Ready〉                | 클랩튼, 이본 엘리먼                       | 3:50      |
| 5. | 〈I Shot the Sheriff〉       | 밥 말리                                   | 4:30      |

| #  | 제목                   | 작사·작곡        | 재생 시간 |
| -- | ---------------------- | ---------------- | --------- |
| 1. | 〈I Can't Hold Out〉   | 엘모어 제임스    | 4:10      |
| 2. | 〈Please Be with Me〉  | 찰스 스콧 보이어 | 3:25      |
| 3. | 〈Let It Grow〉        | 클랩튼           | 4:47      |
| 4. | 〈Steady Rollin' Man〉 | 로버트 존슨      | 3:14      |
| 5. | 〈Mainline Florida〉   | 조지 테리        | 4:05      |

## 인증
| 국가                       | 인증 | 판매량/출하량 |
| -------------------------- | ---- | ------------- |
| 미국 (RIAA)                | 골드 | 500,000^      |
| ^출하량을 기반으로 한 인증 |      |               |